# Dynamiczne równanie ruchu
Dynamiczne równanie ruchu (różniczkowe równanie ruchu) – równanie różniczkowe, określające szybkość zmian pewnych wielkości fizycznych (np. prędkości, położenia) jako funkcję aktualnego stanu układu. Przez równanie ruchu najczęściej rozumiemy II zasadę dynamiki Newtona, zapisaną w postaci równania różniczkowego. W ogólności równanie ruchu dla pojedynczej cząstki można zapisać jako:
{\displaystyle m{\tfrac {\mathrm {d} ^{2}{\boldsymbol {r}}}{\mathrm {d} t^{2}}}={\boldsymbol {F}}({\boldsymbol {r}},{\tfrac {\mathrm {d} {\boldsymbol {r}}}{\mathrm {d} t}},t),}
gdzie funkcja wektorowa {\displaystyle {\boldsymbol {F}}} jest siłą działającą na ciało w chwili {\displaystyle t} w punkcie przestrzeni wyznaczonym przez wektor wodzący  {\displaystyle {\boldsymbol {r}}.} Wzór ten redukuje się do prostszej postaci, jeżeli siła dana jest w sposób jawny, np. wynika ze znanego potencjału pola sił.
Jeżeli prawa strona jest funkcją ciągłą, to przez punkt w przestrzeni wyznaczony przy zadanych warunkach brzegowych (położenie i prędkość w danej chwili) przechodzi dokładnie jedna krzywa całkowa. Jeżeli istniałaby istota, która w danej chwili poznałaby położenie i pęd wszystkich cząstek elementarnych we wszechświecie, to zgodnie z prawami mechaniki klasycznej mogłaby poznać prawą stronę powyższego równania i jednoznacznie wyznaczyć tor ruchu każdej z cząstek. Innymi słowy istota ta znałaby przeszłość i przyszłość wszechświata.

## Dowolne współrzędne krzywoliniowe
Niech współrzędne krzywoliniowe {\displaystyle q_{1}(t),q_{2}(t),q_{3}(t)} tworzą układ współrzędnych w przestrzeni {\displaystyle R^{3}.} Oznaczmy przez {\displaystyle {\boldsymbol {e}}_{1},{\boldsymbol {e}}_{2},{\boldsymbol {e}}_{3}} wersory kierunków stycznych do osi tego układu.
Jeżeli {\displaystyle {\boldsymbol {a}}} jest wektorem przyspieszenia, to jego rzuty na osie układu współrzędnych można zapisać wzorami:
{\displaystyle a_{i}={\boldsymbol {a}}{\boldsymbol {e}}_{i}={\dot {\boldsymbol {v}}}\mathbf {e} _{i}={\dot {\boldsymbol {v}}}{\frac {\partial {\boldsymbol {r}}/\partial q_{i}}{|\partial {\boldsymbol {r}}/\partial q_{i}|}},\quad i=1,2,3.}
Ponieważ
{\displaystyle {\frac {\mathrm {d} }{\mathrm {d} t}}({\boldsymbol {v}}{\boldsymbol {e}}_{i})={\dot {\boldsymbol {v}}}{\boldsymbol {e}}_{i}+{\boldsymbol {v}}{\frac {\mathrm {d} }{\mathrm {d} t}}{\boldsymbol {e}}_{i}\quad \longrightarrow \quad {\dot {\boldsymbol {v}}}{\boldsymbol {e}}_{i}={\frac {\mathrm {d} }{\mathrm {d} t}}({\boldsymbol {v}}{\boldsymbol {e}}_{i})-{\boldsymbol {v}}{\frac {\mathrm {d} }{\mathrm {d} t}}{\boldsymbol {e}}_{i}}
zatem
(1) {\displaystyle a_{i}={\frac {\mathrm {d} }{\mathrm {d} t}}({\boldsymbol {v}}{\boldsymbol {e}}_{i})-{\boldsymbol {v}}{\frac {\mathrm {d} }{\mathrm {d} t}}{\boldsymbol {e}}_{i}={\frac {1}{|\partial {\boldsymbol {r}}/\partial q_{i}|}}\left[{\frac {\mathrm {d} }{\mathrm {d} t}}\left({\boldsymbol {v}}{\frac {\partial {\boldsymbol {r}}}{\partial q_{i}}}\right)-{\boldsymbol {v}}{\frac {\mathrm {d} }{\mathrm {d} t}}{\frac {\partial {\boldsymbol {r}}}{\partial q_{i}}}\right].}
Na podstawie wzoru dla prędkości
{\displaystyle {\boldsymbol {v}}={\frac {\partial {\boldsymbol {r}}}{\partial q_{1}}}{\dot {q}}_{1}+{\frac {\partial {\boldsymbol {r}}}{\partial q_{2}}}{\dot {q}}_{2}+{\frac {\partial {\boldsymbol {r}}}{\partial q_{3}}}{\dot {q}}_{3}}
mamy
(2) {\displaystyle {\frac {\partial {\boldsymbol {r}}}{\partial q_{i}}}={\frac {\partial {\boldsymbol {v}}}{\partial {\dot {q}}_{i}}}}
i dzięki temu
{\displaystyle {\boldsymbol {v}}{\frac {\partial {\boldsymbol {r}}}{\partial q_{i}}}={\boldsymbol {v}}{\frac {\partial {\boldsymbol {v}}}{\partial {\dot {q}}_{i}}}={\frac {\partial (v^{2}/2)}{\partial {\dot {q}}_{i}}}.}
Mamy również
(3) {\displaystyle {\frac {\mathrm {d} }{\mathrm {d} t}}{\frac {\partial {\boldsymbol {r}}}{\partial q_{1}}}={\frac {\partial ^{2}{\boldsymbol {r}}}{\partial q_{1}^{2}}}{\dot {q}}_{1}+{\frac {\partial ^{2}{\boldsymbol {r}}}{\partial q_{1}\partial q_{2}}}{\dot {q}}_{2}+{\frac {\partial ^{2}{\boldsymbol {r}}}{\partial q_{1}\partial q_{3}}}{\dot {q}}_{3}}
oraz
(4) {\displaystyle {\frac {\partial {\boldsymbol {v}}}{\partial q_{1}}}={\frac {\partial ^{2}{\boldsymbol {r}}}{\partial q_{1}^{2}}}{\dot {q}}_{1}+{\frac {\partial ^{2}{\boldsymbol {r}}}{\partial q_{2}q_{1}}}{\dot {q}}_{2}+{\frac {\partial ^{2}{\boldsymbol {r}}}{\partial q_{3}q_{1}}}{\dot {q}}_{3}.}
Z porównania prawych stron (3) i (4) wynika, że
{\displaystyle {\frac {\mathrm {d} }{\mathrm {d} t}}{\frac {\partial {\boldsymbol {r}}}{\partial q_{i}}}={\frac {\partial {\boldsymbol {v}}}{\partial q_{i}}},\quad i=1,2,3.}
Mamy zatem
(5) {\displaystyle {\boldsymbol {v}}{\frac {\mathrm {d} }{\mathrm {d} t}}{\frac {\partial {\boldsymbol {r}}}{\partial q_{i}}}={\boldsymbol {v}}{\frac {\partial {\boldsymbol {v}}}{\partial q_{i}}}={\frac {\partial (v^{2}/2)}{\partial q_{i}}}.}
Po podstawieniu (2) i (5) do (1) otrzymujemy następujące wzory dla rzutów  wektora przyspieszenia  na osie krzywoliniowego układu współrzędnych
{\displaystyle a_{i}={\frac {1}{|\partial {\boldsymbol {r}}/\partial q_{i}|}}\left[{\frac {\mathrm {d} }{\mathrm {d} t}}{\frac {\partial (v^{2}/2)}{\partial {\dot {q}}_{i}}}-{\frac {\partial (v^{2}/2)}{\partial q_{i}}}\right],\quad i=1,2,3.}

## Podstawowe równanie dynamiki
Podstawowe równanie dynamiki ruchu punktu materialnego o masie {\displaystyle m} ma postać
{\displaystyle m{\boldsymbol {a}}={\boldsymbol {F}}}
i jest równoważne trzem równaniom skalarnym we współrzędnych kartezjańskich
{\displaystyle m{\ddot {x}}=F_{x},\quad m{\ddot {y}}=F_{y},\quad m{\ddot {z}}=F_{z}.}
W ogólnym przypadku współrzędnych krzywoliniowych otrzymujemy
{\displaystyle {\frac {m}{|\partial {\boldsymbol {r}}/\partial q_{i}|}}\left[{\frac {d}{dt}}{\frac {\partial (v^{2}/2)}{\partial {\dot {q}}_{i}}}-{\frac {\partial (v^{2}/2)}{\partial q_{i}}}\right]=F_{i},\quad i=1,2,3,}
gdzie {\displaystyle F_{i}} jest rzutem na odpowiednią oś współrzędnych {\displaystyle q_{i}} wypadkowej {\displaystyle {\boldsymbol {F}}} sił działających na punkt materialny, a {\displaystyle {\boldsymbol {v}}} prędkością tego punktu.